# Euphorbia rzedowskii
Euphorbia rzedowskii är en törelväxtart som beskrevs av Mcvaugh. Euphorbia rzedowskii ingår i släktet törlar, och familjen törelväxter. Inga underarter finns listade i Catalogue of Life.